# Hala sportowa w Kole
Hala sportowa im. Agaty Mróz-Olszewskiej – obiekt sportowy w Kole, wybudowany w latach 2005-2007. Znajduje się na terenie osiedla Płaszczyzna w sąsiedztwie parku miejskiego im. Stanisława Moniuszki.

## Rys historyczny
Budowa hali sportowej rozpoczęła się w 2005 roku i trwała 2 lata. Wybudowanie obiektu kosztowało gminę miejską 5,7 mln złotych, w czym 1,2 mln to dotacja z Ministerstwa Sportu.
W piątek 16 września 2007 roku nastąpiło uroczyste otwarcie obiektu. Dokonała tego dyrektor Miejskiego Ośrodka Sportu i Rekreacji – Marta Zakrocka. Sportowcy z kolskich klubów wnieśli flagę olimpijską oraz flagę MOSiR, zapłonął ogień olimpijski. Proboszcz parafii Świętego Bogumiła – ks. Piotr Pawlak dokonał poświęcenia obiektu. Uroczystość zakończyła część artystyczna, a za oprawę muzyczną odpowiedzialna była Miejska Orkiestra Dęta.
W piątek 19 czerwca 2009 roku hala sportowa MOSiR otrzymała imię zmarłej siatkarki, reprezentantki Polski – Agaty Mróz-Olszewskiej. Jest to pierwszy obiekt w Polsce nazwany jej imieniem. Na uroczystość przybyła siatkarka Kamila Frątczak.

## Stan obecny
Wymiary hali to 28 × 40 m z widownią na 300 miejsc siedzących. W obiekcie znajduje się także: siłownia, sala fitness oraz salka sportowa do tańca, aerobicu, sportów walki lub innych ćwiczeń.
Na zewnątrz wykonane zostały chodniki, parkingi oraz zatoczki dla autobusów i samochodów osobowych. 1 września 2009 r. oddano do użytku także boisko wielofunkcyjne, bieżnię, skocznię oraz korty tenisowe.
W dniach nauki szkolnej do godzin popołudniowych hala użytkowana jest przez uczniów Szkoły Podstawowej nr 1, później prowadzone są zajęcia pozalekcyjne kolskich szkół, a w godzinach popołudniowych i wieczornych z obiektu korzystają kluby sportowe oraz osoby prywatne.
W stały kalendarz imprez odbywających się na kolskiej hali wpisały się m.in.: Kolska Amatorska Liga Piłki Siatkowej, Kolska Liga Halowej Piłki Nożnej, mistrzostwa Polski juniorów w korfballu i inne.